# С Новым годом, Колин Бёрстед
«С Новым годом, Колин Бёрстед» (англ. Happy New Year, Colin Burstead) — британская комедийная драма 2018 года режиссёра и сценариста Бена Уитли. В главных ролях снимались Нил Мэскелл, Хейли Сквайрс, Сэм Райли, Дун Макичен, Джо Коул и Чарльз Дэнс. В фильме рассказывается о человеке, который снимает загородный дом для своей большой семьи, чтобы отпраздновать Новый год. Премьера картины состоялась на 62-м Лондонском кинофестивале 11 октября 2018 года, впервые показана в телеэфире на «BBC Two» 30 декабря 2018 года. Бен Уитли был номинирован на премию британского независимого кино 2018 за лучший монтаж.

## Сюжет
Колин арендует загородный дом в Дорсете для своей большой семьи, чтобы отпраздновать Новый год. Без ведома других членов семьи его сестра Джини пригласила их отчуждённого брата Дэвида.

## В ролях
| - Сара Баксендейл — Пола - Судха Бхучар — Майя - Ричард Гловер — лорд Ричард - Сура Донке — Вэл - Чарльз Дэнс — Берти - Джо Коул — Эд - Александра Мария Лара — Ханна - Дун Макичен — Сэнди - Марк Монеро — Уоррен | - Нил Мэскелл — Колин - Шинейд Мэтьюз — Лэйни - Николь Неттлингем — Фрэн - Билл Патерсон — Гордон - Сэм Райли — Дэвид - Хейли Сквайрс — Джини - Питер Фердинандо — Джимми - Асим Чаудри — Шам - Винсент Эбрахим — Нихил |  |

## Производство
Рабочее название фильма — «Colin You Anus» («Колин, ты анус») — является отсылкой к трагедии У. Шекспира «Кориолан» («Coriolanus»). Сценарий фильма «С Новым годом, Колин Бёрстед», ставшего современным переосмыслением пьесы английского драматурга, был написан Беном Уитли после того, как он во время кастинга на фильм «Высотка» (2015) увидел британского актёра Тома Хиддлстона в роли заглавного героя трагедии.
Картина была снята за две недели в начале 2018 года. Съёмки проходили в Пенсильванском замке на острове Портленд в графстве Дорсет.
Музыку к фильму написал Клинт Мэнселл. Саундтрек, включающий 12 музыкальных произведений, был выпущен на лейбле Lakeshore Records 5 октября 2018 года.

## Релиз
11 октября 2018 года фильм показан в рамках конкурсной программы 62-го Лондонского кинофестиваля. Вышел в эфир на телеканале «BBC Two» 30 декабря 2018 года. Картина также демонстрировалась на Международном кинофестивале в Палм-Спрингс 2019, в ноябре 2018 года представлена на Международном кинофестивале в Салониках, а в августе 2019 года — на Международном кинофестивале в Мельбурне.

## Критика
На сайте-агрегаторе рецензий Rotten Tomatoes фильм имеет рейтинг одобрения 86 % на основе 28 рецензий и среднюю оценку 7.1/10.
Рецензент «Искусства кино» Никита Лаврецкий отметил, что «картина Бена Уитли заслуживает внимания не благодаря какому-то особенно радикальному драматургическому замыслу, а из-за изящной и по-настоящему современной визуальной формы».